# Приаралски Каракум
Приаралски Каракум је пустиња у Средњој Азији у Казахстану, североисточно од Аралског језера. Захвата површину од око 40.000km². Према типу подлоге спада у песковите пустиње.